# Simulateur d'orgue
Un simulateur d'orgues, également appelé orgue virtuel, ou VPO (pour Virtual Pipe Organ) est un instrument virtuel, c'est-à-dire un logiciel informatique, permettant de reproduire les sons d'orgues à tuyaux. Ils peuvent être joués à l'aide de claviers/pédalier MIDI.

## Caractéristiques

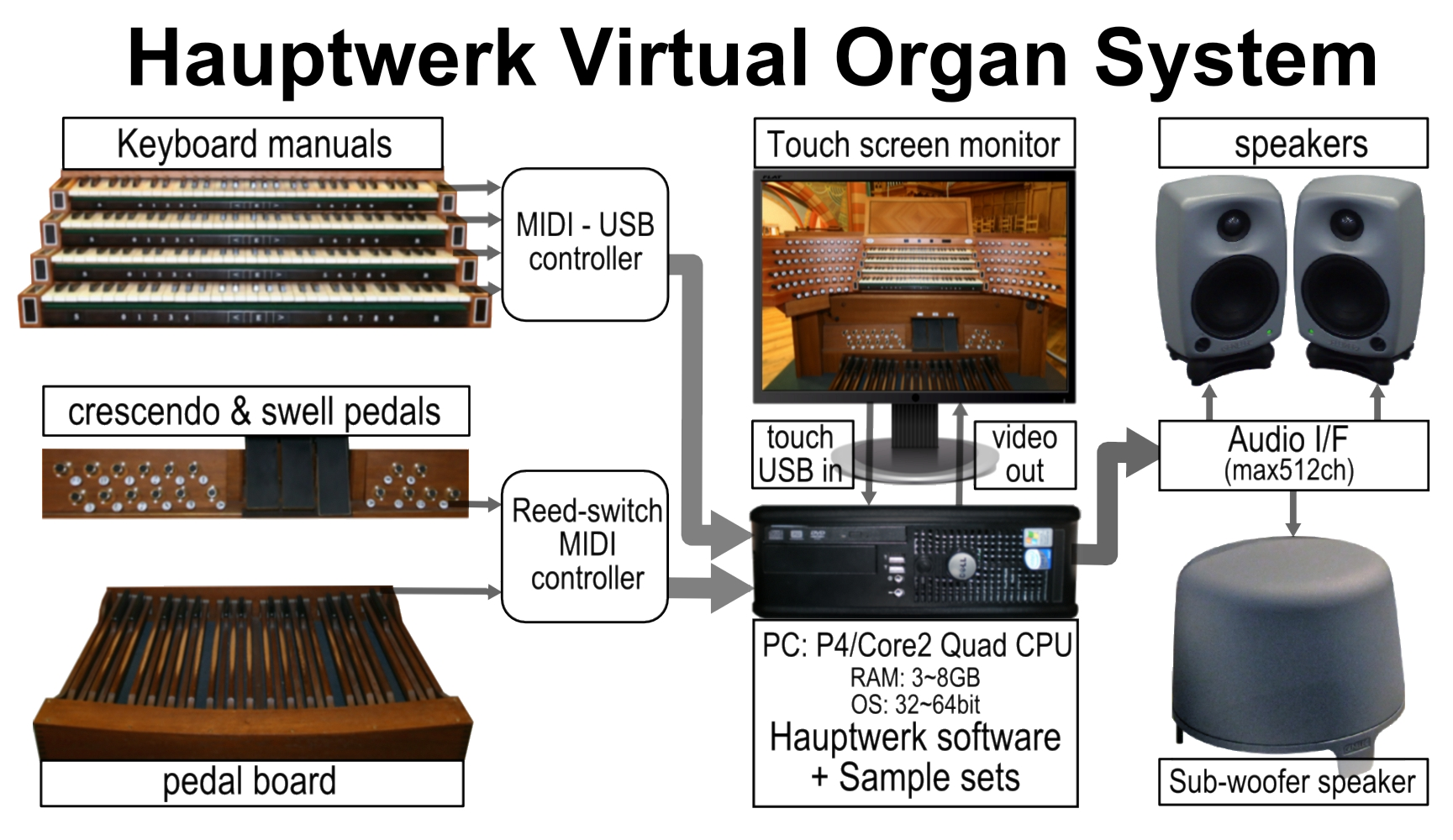
Exemple d'architecture d'utilisation d'un orgue virtuel.

Le simulateur d'orgue se présente généralement sous la forme d'une console virtuelle affichée à l'écran de l'ordinateur avec toutes les commandes que l'on trouve habituellement sur une console d'orgue classique : les claviers bien sûr, des boutons pour les registres, les accouplements, les tirasses et les accessoires, des curseurs pour les pédales d'expression et de crescendo, éventuellement un combinateur et des préparations. Selon le logiciel et les options, la présentation de la console virtuelle peut être réduite à la plus extrême simplicité (un simple tableau avec des noms de jeux sur lesquels on clique avec la souris pour les activer ou les désactiver) ou se parer d'un décor en trompe-l'œil reproduisant les tirants de registre et le bois de la console.
Tous ces logiciels nécessitent une carte son équipée de sorties audio que l'on branche sur une sonorisation, à moins que l'on utilise simplement un casque audio, ainsi qu'une interface MIDI pour pouvoir jouer de l'instrument virtuel par un clavier maître. Les « touches des claviers » à l'écran peuvent certes être actionnées à l'aide du pointeur de la souris mais il va de soi qu'une utilisation sérieuse ne peut se faire qu'en branchant un ou plusieurs claviers MIDI à l'ordinateur.
Une installation complète pour utiliser un simulateur d'orgue suppose donc l'équipement suivant :
- un ordinateur individuel adapté[1] ;
- le logiciel de simulation ;
- une carte son adaptée ;
- un étage de sortie audio : chaîne hifi, casque audio ou un ensemble de haut-parleurs amplifiés connectés à la carte audio de l'ordinateur ;
- une interface MIDI ;
- un (ou plusieurs) clavier maître ainsi qu'un pédalier MIDI à connecter à l'interface (claviers et pédalier étant tous sur des canaux MIDI différents).

Certains utilisateurs de ces simulateurs les emploient simplement en les pilotant par un séquenceur MIDI et dans ces conditions, l'ordinateur se suffit à lui-même. À noter par exemple l'usage de ces logiciels comme simulateurs d'orgue de barbarie.
Le développement constaté ces dernières années dans le domaine de la simulation d'orgues à tuyaux (favorisé par les avancées technologiques de l'informatique), a donné un essor fulgurant à la modélisation ou à l'échantillonnage d'orgues historiques avec mise à disposition (libre ou commerciale) de banques de sons. Des consoles MIDI fonctionnelles de 1 à 5 claviers et pédalier conçues pour piloter les logiciels sont commercialisées. Ces instruments de nouvelle génération peuvent être dotés d'appels de registres (éventuellement par écran tactile), d'un combinateur et de pédales d'expression. L'engouement pour le simulateur d'orgues à tuyaux a été le déclencheur d'un véritable inventaire mondial sonore des orgues à tuyaux, par un échantillonnage complet incluant même les bruits mécaniques des claviers et des appels de registres.

## Types de simulation
Il existe fondamentalement deux types de simulateurs d'orgue :
- ceux qui se basent sur la technologie du son échantillonné, utilisant pour cela des sons d'orgues à tuyaux réels enregistrés et numérisés ;
- ceux qui se basent sur la technologie de la synthèse sonore.

### Simulation basée sur des échantillons

#### Caractéristiques générales
Un simulateur d'orgues à échantillons fonctionne comme un lecteur d'échantillons sonores multipiste, multitimbral.
Les simulateurs d'orgues basés sur l'échantillonnage complet d'orgues à tuyaux se distinguent d'un simple synthétiseur échantillonneur ou d'un orgue électronique par le fait qu'ils utilisent des sons enregistrés et non des sons de synthèse. Les orgues numériques les plus communs se situent finalement entre les deux systèmes. 
Le principe de fonctionnement se résume à deux objets : le logiciel qui offre une interface pour jouer la musique, et une banque d'échantillons qui constitue la matière sonore proprement dite. La qualité sonore finale dépend de la qualité des échantillons et de la qualité de l'amplification.
Les banques de sons sont réalisées à partir d'orgues à tuyaux dont on enregistre et numérise tous les jeux, note par note, dans leur acoustique naturelle. La réalisation d'une banque d'échantillons demande un travail considérable car chaque note doit être traitée sur ordinateur pour la calibrer et définir les trois périodes caractéristiques du son d'orgue : attaque, tenue et levée. Plusieurs sociétés se sont spécialisées dans l'échantillonnage d'orgues à tuyaux, ainsi que des groupes de travail sur internet (banques de sons gratuites).

#### Atouts
Comparés à un orgue numérique ou un orgue électronique,
- les logiciels de simulation d'orgue sont plus économiques, certains étant même gratuits et en licence libre. L'investissement minimum se limite à un ordinateur, un logiciel d'orgue virtuel, une banque de sons d'orgue, une interface midi, des claviers compatibles midi et une chaîne hifi. Ces équipements peuvent en outre prendre moins de place qu'un orgue matériel.
- on peut disposer d'une plus grande variété de sonorités, avec des orgues différents qui s'ouvrent et se chargent à volonté[2].

Principaux atouts des logiciels d'orgues virtuels :
- l'échantillonnage est plus étoffé que sur la plupart des orgues numériques, avec l'exploitation d'un ou même de plusieurs échantillons par tuyau et l'utilisation de boucles multiples.
- les échantillons sont combinés en 4 canaux pour un certain nombre de banques de son[3].
- réverbération naturelle des orgues échantillonnés[4]
- possibilité de jouer virtuellement des orgues "historiques".
- possibilité de changer de tempérament[3].
- réglage fin du diapason et transpositeur[3].
- accord et harmonisation virtuelle possible de chaque tuyau[3].
- possibilité de virtuellement inverser les claviers ou d'en accroître le nombre.
- combinateur puissant permettant de nombreuses combinaisons parfois même supérieur en nombre au combinateur de  l'instrument réel.
- facilité pour enregistrer sa propre interprétation, soit sous forme de fichier sonore de type .wav, soit sous forme de fichier MIDI (capture simple du jeu, séquence).
- possibilité, en fonction du matériel connecté à l'ordinateur, de configurer de multiples sorties audio avec par exemple deux enceintes par plan sonore[3].
- nouvelles banques de sons régulièrement disponibles, offrant l'opportunité de constituer un inventaire sonore des orgues à tuyaux.
- accès virtuel à des instruments parfois inaccessibles, peut servir au sein d'un groupe de travail de formation d'organistes ou de facteurs d'orgues.

L'orgue est une machine complexe permettant de jouer simultanément plusieurs jeux et plusieurs claviers à la fois. Cette complexité se retrouve dans les logiciels de simulation qui, par voie de conséquence, sont grands consommateurs de puissance processeur et de mémoire vive. Sur les ordinateurs moins récents (dotés d'un processeur moins rapide et d'une capacité de mémoire vive inférieure à 1GB), on constatait une limitation des possibilités liée directement à la puissance et à la capacité de l'ordinateur sur lequel on fait tourner le logiciel : limitation de la polyphonie (nombre de notes simultanées), latence importante et gênante du son restitué, avec un retard à l'attaque d'autant plus grand qu'il y a plus de jeux ouverts, hoquets, grésillements, saturation et coupures lorsque les limites de traitement du processeur sont atteintes.